# Voûte (cytologie)

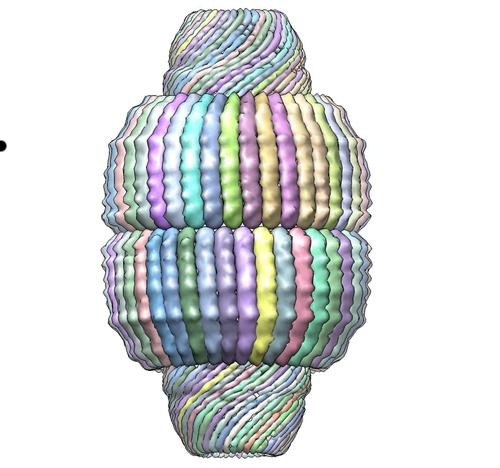
Voûte d'une cellule de foie de souris.

En cytologie, une voûte — de l'anglais vault — ou particule ribonucléoprotéique en voûte, est un organite présent chez la plupart des eucaryotes et dont la fonction est encore mal comprise. Souvent désignée par son équivalent anglais vault, ou vault ribonucleoprotein particle, il s'agit d'un complexe ribonucléoprotéique du cytoplasme dont la structure vue au microscope électronique ressemble à celle d'une voûte d'ogive de cathédrale avec une symétrie d'ordre 39. On les trouve chez de nombreux types de cellules d'eucaryotes et leur structure apparaît fortement conservée. Elles s'intègrent aux radeaux lipidiques, où elles pourraient intervenir contre les agents pathogènes.
Les voûtes se présentent comme de grandes particules ribonucléoprotéiques environ trois fois plus grosses que des ribosomes, avec une masse d'environ 13 000 kDa. Elles apparaissent avec une taille de 35×59 nm au microscope électronique en transmission à balayage. Elles sont constituées principalement de protéines, ce qui les rend difficiles à teindre par les techniques conventionnelles. Leur structure protéique est formée d'un ensemble de protéines de voûte majeures (MVP) liées à deux protéines de voûte mineures (VPARP et TEP1) formant un complexe protéique en forme de coiffe ou de voûte dont deux exemplaires s'associent face à face pour constituer un compartiment creux. Elles renferment également entre 8 et 16 petits ARN de voûte, dits ARNv ou ARNvt, de 86 à 141 bases, situés à proximité des sommets des coiffes protéiques.
Bien que leur rôle exact dans la cellule ne soit pas complètement élucidé, diverses études ont associé les voûtes aux pores nucléaires, ce que leur géométrie octogonale semble appuyer. On en a déduit que les voûtes interviennent dans le transport de molécules telles que l'ARN messager entre le noyau et le cytoplasme. On pense également qu'elles joueraient un rôle dans la biosynthèse des protéines.
Des études publiées à la fin des années 1990 ont montré que les voûtes, et particulièrement les protéines de voûte majeures, sont surexprimées chez les patients atteints de cancers multirésitants aux chimiothérapies, ce qui établit un lien, dont la nature reste à préciser, entre les voûtes et la résistance aux chimiothérapies. Cela pourrait par conséquent permettre de mieux comprendre les mécanismes à l'œuvre dans ces phénomènes et ainsi d'accroître l'efficacité des traitements anticancéreux.
Les voûtes ont été identifiées chez les mammifères, les amphibiens, les oiseaux et Dictyostelium discoideum. La base de données bioinformatique Pfam identifie des homologues de voûtes chez Paramecium tetraurelia, des kinétoplastidés, des vertébrés, des cnidaires (anémone étoilée), des mollusques, des placozoaires, des plathelminthes (Echinococcus granulosus) et des choanoflagellés. Il existe cependant quelques espèces chez lesquelles on n'a pas identifié de voûtes, parmi lesquelles :
- Arabidopsis thaliana, une plante de la famille des brassicacées (choux, navet, colza, moutarde, raifort, cresson...) ;
- Caenorhabditis elegans, un nématode de la famille des rhabditidés ;
- Drosophila melanogaster, une drosophile dite « mouche du vinaigre » ;
- Saccharomyces cerevisiae, une levure.

Hormis ces quelques exceptions, la forte similitude des voûtes chez les nombreux organismes où on les trouve implique une certaine importance évolutive de ces organites.